# Mas de la Rossa
El Mas de la Rossa és un mas situat al municipi de Bovera a la comarca de les Garrigues.